# Gustav Reichardt
Heinrich Wilhelm Ludwig Gustav Reichardt, född den 13 november 1797, död den 18 oktober 1884, var en tysk tonsättare.
Reichardt studerade först teologi, därpå musik för Bernhard Klein och levde sedan som eftersökt musiklärare i Berlin, där han även en tid var dirigent för den yngre "liedertafeln". 
Han blev ryktbar genom manskvartetterna Was ist des Deutschen Vaterland? (1825; tysk text av E.M. Arndt, i svensk omtydning av Johan Nybom "Hvad är de skandinavers land?"), som snabbt blev tysk nationalsång, eldande för enhetssträvandena, och Das bild der rose ("Rosens bild").